# عين فزة
عين فزة اٍحدى بلديات دائرة شتوان بولاية تلمسان الجزائرية الزراعة والفلاحة هما النشاطان الرئيسيان لأغلب سكانها.